# Friedrich Theodor Vischer/Sekundärliteratur
Zurück zum Hauptartikel Friedrich Theodor Vischer
Siehe auch das chronologische Werkverzeichnis.

## Lexika
- Richard Weltrich: Vischer, Friedrich Theodor. In: Allgemeine Deutsche Biographie (ADB). Band 40, Duncker & Humblot, Leipzig 1896, S. 31–64.
- Kindlers Neues Lit. Lexikon XVII (1988 = 1996), S. 199–201
- Alexander Reck: Friedrich Theodor Vischer. In: Christoph König (Hrsg.), unter Mitarbeit von Birgit Wägenbaur u. a.: Internationales Germanistenlexikon 1800–1950. Band 3: R–Z. De Gruyter, Berlin/New York 2003, ISBN 3-11-015485-4, S. 1953–1956.

## Autobiographisches
- Friedrich T. Vischer: Mein Lebensgang. In: GgwL 6 (1874) 306-309. 327-329. 342-345. 360-362. 377-380. 392-394. 411-413. Wiederabdruck: Altes und Neues, Bd. 3 (1882) und Kritische Gänge, Bd. 6 (1922), S. 439–505

## Aufsätze
- Gustav Keyßner (Hrsg.): Einleitung zu Ausgewählte Werke, Bd. 3 (1918), S. 9–122
- Theodor Kappstein (Hrsg.): Einleitung zu Ausgewählte Werke, Bd. 1. Verlag der weissen Bücher, Leipzig 1919, S. 9–122

## Bibliographie
- Adolf Rapp (Hrsg.): Briefwechsel zwischen Strauß und Vischer.  Bd. 1: 1863-1851. Bd. 2.: 1851–1873 (Veröff. der Dt. Schillerges. 18/19), Stuttgart 1953, S. 330–339
- Fritz Martini: Faust-Bibliographie Teil III. Das Faust-Thema neben und nach Goethe. Bearb. von Hans Henning, Berlin/Weimar 1976, 65-67
- Bibliogr. [Auswahlbibliogr. zu Faust III]. In: Friedrich Theodor Vischer: Faust. Der Tragödie dritter Teil. (Reclams Universal-Bibl. 6208) (Stuttgart 1978), 215-217

## Aufsätze und Monographien
- Albert Schwegler: Die Vischersche Angelegenheit. In: Jahrbücher der Gegenwart, Bd. 3 (1845), S. 69–104
- David Friedrich Strauß: Die Sache des Prof. Friedrich Vischer in Tübingen. In: Zeitschrift für Protestantismus und Kirche / Neue Folge, Bd. 9 (1845), S. 321–344
- Heinrich Merz: Die „Jahrbücher der Gegenwart und ihre Helden“. Wider die Herren Schwegler, Vischer und Zeller in Tübingen. Verlag Weisse, Tübingen 1845
- Heinrich Ewald: Über einige wissenschaftlichen Erscheinungen neuester Zeit aus der Universität von Tübingen.  Krabbe Verlag, Tübingen 1846
- Christian Hermann Weiße: Rez. Friedrich Theodor Vischer, Aesthetik, Bd. 1. In: Jahrbücher für wissenschaftliche Kritik, Bd. 2 (1846), S. 417–456
- Moriz Carrière: Wechselbezüge zwischen Metaphysik und Ästhetik. In: Zeitschrift für Philosophie und philosophische Kritik / Neue Folge, Bd. 22 (1853), S. 115–133
- Wilhelmine Canz: Eritis sicut Deus. Ein anonymer Roman. Agentur des Rauhen Hauses, Hamburg 1854 (3 Bde.)
- Robert von Zimmermann: Ästhetik. Olms, Hildesheim 1972
  - Geschichte der Ästhetik als philosophische Wissenschaft. 1972, ISBN 3-487-04056-5 (Nachdr. d. Ausg. Wien 1858)
  - Allgemeine Ästhetik als Formwissenschaft. 1972, ISBN 3-487-04057-3 (Nachdr. d. Ausg. Wien 1865)
- Robert von Zimmermann: Zur Reform der Ästhetik als exakte Wissenschaft. In: Zeitschrift für exakte Philosophie, Bd. 2 (1862), S. 309–358
- NN: Faust, der Tragödie dritter Theil. In: Europa, Jg. 1862 (1862), S. 833–838
- Eduard von Hartmann: Die deutsche Ästhetik seit Kant. Klotz, Eschborn 1992, ISBN 3-88074-970-1 (Nachdr. d. Ausg. Berlin 1866)
- Emil Feuerlein: Ueber die culturgeschichtliche Bedeutung Hegel's. In: Historische Zeitschrift, Bd. 24 (1870), S. 314–368
- Max Schasler: Kritische Geschichte der Ästhetik. Scientia Verlag, Aachen, ISBN 3-511-05162-2 (Nachdr. d. Ausg. Berlin 1872)
- Richard Weltrich: Friedrich Theodor Vischer als Poet. Schottländer Verlag, Breslau 1883 (Deutsche Bücherei)
- Ottomar Keindl: Friedrich Theodor Vischer. Erinnerungsblätter der Dankbarkeit. 3. Aufl. Prag 1907 (mit einem Verzeichnis seiner Schriften, mit bisher noch nicht veröff. Reisebriefen aus dem J. 1833)
- Ludwig Fulda: Der dritte Theil Faust. In: Die Nation, Bd. 3 (1886), S. 310–312
- Theophil Zolling: Der Faust-Tragödie dritter Theil. In: Die Gegenwart, Bd. 29 (1886), S. 229–233, 248–251
- Wilhelm Lang: Friedrich Theodor Vischer zum 80. Geburtstag. In: Deutsche Dichtung, Bd. 2 (1887), H. 6, S. 184–188
- Karl Lemcke: Festrede bei dem Bankett zur Feier des 80. Geburtstags Friedrich Theodor Vischers. In: Schwäbischer Merkur, (1887), S. 1213–1214
- Fritz Mauthner: Friedrich Theodor Vischer. In: Ders.: Von Keller bis Zola. Kritische Aufsätze. Heine Verlag, Berlin 1887, S. 41–69
- Karl Lemcke: Friedrich Theodor Vischer. In: Zeitschrift für Bildende Kunst, Bd. 23 (1888), S. 93–103
- Max Diez: Friedrich Theodor Vischer und der ästhetische Formalismus. Königl. Realanstalt, Stuttgart 1889
- Ilse Frapan: Vischer. Erinnerungen. Aeusserungen und Worte. Ein Beitrag zur Biographie Friedrich Theodor Vischers. Stuttgart 1889. Digitalisat Herzogin Anna Amalia Bibliothek
- Wilhelm Lang: Friedrich Theodor Vischer. In: Deutsche Rundschau, Bd. 60/2 (1889), S. 29–50, 229–246
- Julius Ernst von Günthert: Friedrich Theodor Vischer. Ein Charakterbild. Allen Freunden gewidmet. Stuttgart 1889
- Hermann Lingg: Friedrich Theodor Vischer als Lyriker. In: Dteutsche Dichtung, Bd. 7 (1890)
- Wilhelm Lang: Briefwechsel zwischen Gottfried Keller und Friedrich Theodor Vischer (mit Bemerkungen von Karl Emil Franzos): In: Deutsche Dichtung, Bd. 9 (1890/1891), S. 181–183, 232–235, 306–307; 10 (1891), 27-31, 101-104, 177-179, 225-227
- Anton Springer: Aus meinem Leben. Grote Verlag, Berlin 1892, S. 102–120
- Theobald Ziegler: Friedrich Theodor Vischer. Vortrag, gehalten im Verein für Kunst und Wissenschaft zu Hamburg. Stuttgart 1893. Wiederabdruck: Theobald Ziegler: Menschen und Probleme. Berlin 1914
- Theobald Ziegler: David Friedrich Strauss. Trübner Verlag Straßburg 1908 (2 Bde.):
- Josef G. Oswald: Friedrich Theodor Vischer als Dichter (Sammlung gemeinverständlicher wissenschaftlicher Vorträge/Neue Folge; 11 [249]). Hamburg 1896
- Erich Heyfelder: Klassizismus und Naturalismus bei Friedrich Theodor Vischer. Gärtner Verlag, Berlin 1901
- Theodor Klaiber: Friedrich Theodor Vischers Sprache und Stil. In: Zeitschrift für den deutschen Unterricht, Bd. 17 (1903), S. 697–707
- Theodor Klaiber: Friedrich Theodor Vischer. Eine Darstellung seiner Persönlichkeit und eine Auswahl aus seinen Werken. Verlag Strecker & Schröder, Stuttgart 1920
- Erwin Ackerknecht: Friedrich Theodor Vischer an Albert Schwegler. In: Vossische Zeitung, Sonntagsbeilage, Nr. 6., 1906, S. 43–45
- Friedrich Reich: Die Kulturphilosophie Friedrich Theodor Vischers. Baßler Verlag, Kamenz 1907
- Ernst Traumann: Zu Friedrich Theodor Vischers 100. Geburtstag. Stuttgart 1907
- Otto Harnack: Zum 100. Geburtstag Friedrich Theodor Vischers. In: Neue Jahrbücher für das Klassische Altertum, Geschichte, deutsche Literatur und für Pädagogik, Bd. 19 (1907), S. 599–609* Hugo Falkenheim: Friedrich Theodor Vischer. Göttingen 1908
- Johannes Volkelt: Die Lebensanschauung Friedrich Theodor Vischers. In: Ders.: Zwischen Dichtung und Philosophie. Beck, München 1908, S. 285–329
- Artur Wenke: Junghegeltum und Pietismus in Schwaben. Meyer Verlag, Dresden 1908
- Eduard Zeller: Erinnerungen eines Neunzigjährigen. Stuttgart 1908
- Eduard Zeller: Zur Erinnerung an Friedrich Vischer. In: Ders.: Kleine Schriften. Berlin 1910, S. 425–444 (unter Mitwirkung von H[ermann] Diels und K[arl] Holl in Berlin hrsg. von Otto Leuze I)
- Hermann Fischer: Die schwäbische Literatur im 18. und 19. Jahrhundert Ein historischer Rückblick. Tübingen 1911
- Adolf Rapp: Friedrich Theodor Vischer und die Politik (Beiträge zur Parteigeschichte; 3). Tübingen 1911
- Harry Kürbs: Studien zur Pfahldorf-Geschichte. Bonn/Leipzig 1914
- Hermann Fischer: Die Hallischen Jahrbücher und die Schwaben. In: Württembergische Vierteljahrshefte für Landesgeschichte, Bd. 25 (1916), S. 558–571
- Adolf Rapp: Württembergische Politiker von 1848 im Kampf um die deutsche Frage. In: Württembergische Vierteljahrshefte für Landesgeschichte/Neue Folge, Bd. 25 (1916), S. 572–605
- Ludwig Bittner: Friedrich Theodor Vischer über Österreich. In: Östr. Zeitschrift für Gesch. 1 (1920), 169-190
- Hugo Falkenheim: Anhang. In: Friedrich Theodor Vischer: Goethes Faust. 3., erw. Auflage. Stuttgart 1921, S. 523–569
- Hermann Glockner: Friedrich Theodor Vischers Ästhetik im Verhältnis zu Hegels Phänomenologie des Geistes. Ein Beitrag zur Geschichte der Hegelschen Gedankenwelt. Beiträge zur Ästhetik 15, Leipzig 1920 [Diss. phil.]
- Hermann Glockner: Die Fortbildung der Hegelschen Gedanken in Friedrich Theodor Vischers Ästhetik (Diss. phil.), Erlangen 1921 (Teildr.: Die Fortbildung der Hegelschen Gedanken in Friedrich Theodor Vischers Ästhetik. Friedrich Theodor Vischers „Selbstkritik“ seiner Ästhetik. In: Ders.: Die aesthetische Sphäre. Stud. zur systematischen Grundlegung und Ausgestaltung der Philos. Aesthetik [Bonn 1966], 369-453)
- Hermann Glockner: Friedrich Theodor Vischer als ethisch-politische Persönlichkeit. HZ 128 (1923), 26-91
- Hermann Glockner: Über die Bedeutung von Friedrich Theodor Vischers Ästhetik für die ästhetischen Bestrebungen der Ggw. Logos 13 (1925), 67ff
- Hermann Glockner: Robert Vischer und die Krisis der Geisteswiss. im letzten Drittel des 19. Jahrhunderts. Ein Btr. zur Gesch. des Irrationalitätsproblems. Logos 14 (1925), 297-343; 15 (1926), 47-102
- Hermann Glockner: Friedrich Theodor Vischer und das 19. Jahrhundert (Neue Forsch. Arbeiten zur Geistesgesch. der German. und Roman. Völker 10), Berlin 1931
- Hermann Glockner: Zur Geschichte der neueren Philos. Literaturber. 1924–1940 (Schluss). III. Hegel und die Hegelianer. IV. Schopenhauer: DVfLG 19. Referatenh. (1941), 37-78
- Hermann Glockner: Briefwechsel zw. Strauß und Friedrich Theodor Vischer. HZ 180 (1955), 65-74
- Hermann Glockner: Die aesthetische Sphäre. Stud. zur systematischen Grundlegung und Ausgestaltung der philos. Aesthetik, Bonn 1966
- Oswald Hesnard: Friedrich Theodor Vischer, Paris 1921
- Oswald Hesnard: Friedrich Theodor Vischer Étude bibliographie (Collection hist. des grands philosophes), Paris 1921
- Rudolf Krauß: Friedrich Theodor Vischer in Göttingen. Nach ungedr. Briefen. Allgemeine Ztg. (1921), 21-22
- Rudolf Krauß: Friedrich Theodor Vischer und Märklin. Das Bild einer schwäbischen Freundschaft. Oberdtld. 5 (1921/1922), 128-138
- Friedrich Meinecke: Drei Generationen dt. Gelehrtenpolitik. Friedrich Theodor Vischer – Gustav Schmoller – Max Weber. HZ 3.F. 29 [125] (1922), 248-283 (Wiederabdr. in: Ders.: Brandenburg – Preußen – Dtld. Kleine Schriften zur Gesch. und Politik. Hrsg. von Friedrich Kessel [Werke IX] [Stuttgart 1979], 476-505)
- Karl Walter: Friedrich Theodor Vischer und Friederike Märklin. Velhagen & Klasings Mhh. 26 (1922), 385-388
- Richard Meißner: Ja und Nein. Friedrich Theodor Vischer in den namentlichen Abstimmungen des Frankfurter Parlaments. Ludwigsburger Geschichtsblätter 9 (1923), 11-43
- Viktor Sandberger: Theologisches Studium und theologische Fakultät in Tübingen um die Mitte des 19. Jahrhunderts (aus hinterlassenen Papieren). Blätter für Württembergische KG 27 (1923), 1-15
- Karl Alexander von Müller: Friedrich Theodor Vischer als Politiker. In: Ders.: Dt. Gesch. und dt. Charakter (1926, 19272), 92-123
- Walter Rehm: Schwäbisches. ZW 9 (1926), S. 326–329
- Hermann Fischer: Eritis sicut Deus. In: Württembergische Vierteljahrshefte für Landesgeschichte/Neue Folge, Bd. 32 (1926), S. 238–259
- Alfred Ibach: Gottfried Keller und Friedrich Theodor Vischer. (Diss. München), Bonn/Leipzig 1927
- Fritz F. Müller: Th. Vischer als Freigeist. Leipziger Lehrer-Ztg. 34 (1927), 497-499
- Robert Vischer: Ein Ms. Friedrich Theodor Vischers über das Buch: Der alte und der neue Glaube. DVfLG 5 (1927), 583-608
- Theodor A. Meyer: Friedrich Theodor Vischer als Doz. des Polytechnikums. In: Festschr. der Techn. Hochschule Stuttgart (Stuttgart 1929), 250-260
- Hermann Gumbel: Das Schwäbische in der schwäbischen Dichtung. DVfLG 9 (1931), 504-533
- Ewald Volhard: Zw. Hegel und Nietzsche. Der Ästhetiker Friedrich Theodor Vischer. Frankfurt/M. 1932
- Wilhelm Helmich: Verfall und Umgestaltung des realistischen Seelenlebens bei Friedrich Theodor Vischer und Conrad Ferdinand Meyer. Kiel, Diss. phil. 1933
- Rudolf Unger: Karl Rosenkranz als Aristophanide. Interpretation einer literarischen Episode aus den Schulkämpfen des Späthegelianismus. DVfLG 11 (1933), 1-28
- Georg Lukács: Karl Marx und Friedrich Theodor Vischer [1934]: DZPh 1 (1953), 471-513 (Wiederabdr. in: Ders.: Beiträge zur Gesch. der Ästhetik [Berlin 1954], 217-285)
- Emil Rohrer: Der Streit um Friedrich Theodor Vischer in den 1840er J. Blätter für württembergische KG NF 38 (1934), 306-324
- Paul Kluckhohn: Biedermeier als literarische Epochenbezeichnung. Ein erweiterter Vortrag. DVfLG 13 (1935), 1-43
- Ernst Leipprandt: Der Nachl. von Friedrich Theodor und Robert Vischer in der Universitätsbibl. Tübingen. Zentralbl. für Bibliothekswesen 52 (1935), 484-496
- Max Wundt: Die Philos. in der Zeit des Biedermeiers. DVfLG 13 (1935), 118-148
- Julius Petersen: Faustdichtungen nach Goethe. Die Hs. war Robert Petsch zum 60. Geb. zugeeignet. DVfLG 14 (1936), 473-494
- Georg Leyh: Vier Briefe Jacob Burckhardts an Friedrich Theodor Vischer. Corona 7 (1936/1937)
- Karl Wimmer: Die Wahl Friedrich Theodor Vischers ins Frankfurter Parlament. Reutlinger Geschichtsblätter 44 (1937), 9-14
- Werner Zimmermann: Friedrich Theodor Vischers Bedeutung für die zeitgenössische Dichtung. (Diss. phil. München), Würzburg 1937
- Heinrich Reinhardt: Die Dichtungstheorie der sogenannten Realisten. Würzburg/Aumühle 1939
- Franz Georg Brustgi: Friedrich Theodor Vischer und die frz. Frage. Schwaben 12 (1940), 351-353
- Franz Georg Brustgi: Friedrich Theodor Vischer. In: Friedrich Theodor Vischer: Freiheit des Geistes. Eine Ausw. aus seinem Gesamtwerk und den Briefen. Stuttgart 1976, S. 7–36
- Hannalene Kipper: Die Literaturkritik Friedrich Theodor Vischers (Gießener Beiträge zur dt. Philologie 78), Gießen 1941
- Leopold Handel: David Friedrich Strauß im literarischen Meinungsstreit von A. Knapp bis Fr. Nietzsche (Diss.), Tübingen 1948
- Heinz Otto Burger: Die Gedankenwelt der großen Schwaben, Tübingen 1951
- Georg Kotowski: Friedrich Theodor Vischer und der politische Idealismus (Diss. phil. FU Berlin [masch.]), Berlin 1951
- Franz Schnabel: Dt. Gesch. im 19. Jahrhundert. IV Die rel. Kräfte, Freiburg 1937, 19512, 19553, 522-524 u. ö.
- Walter Bußmann: Heinrich von Treitschke. Sein Welt- und Geschichtsbild (Göttinger Bausteine zur Geschichtswiss. 3/4), Göttingen/Zürich 1952, 19812
- Ernst Müller: David Friedrich Strauß und Friedrich Theodor Vischer. Schwäbische Heimat 4 (1953), 192-202
- Adolf Rapp: David Friedrich Strauß in einem bedeutsamen Abschnitt seines Lebens 1835–1842. In: Zschrift für Württembergische Landesgeschichte, Bd. 12 (1953), S. 147–168, 271–300
- Fritz Schlawe: Fr. Th. Vischer als Literarhistoriker (Diss. phil. [masch.]), Tübingen 1953
- Fritz Schlawe: Friedrich Theodor Vischer. Stuttgart 1959
- Fritz Schlawe: Friedrich Theodor Vischer. In: Max Miller, Robert Uhland (Hrsg.), Lbb. aus Schwaben und Franken VII (Stuttgart 1960), 252-274
- Fritz Schlawe: Friedrich Theodor Vischer, 1807–1887. Marbach 1987
- Fritz Martini: Dt. Lit. in der Zeit des „bürgerlichen Realismus“. Ein Literaturber. DVfLG 34 (1960), 581-666
- Fritz Martini: Der Zshg. der Künste in Friedrich Theodor Vischers Ästhetik. In: Wolfdietrich Rasch (Hrsg.), Bildende Kunst und Literatur. Beiträge zum Problem ihrer Wechselbeziehungen im 19. Jahrhundert (Stud. zur Philos. und Lit. des 19. Jahrhunderts 6) (Frankfurt/M. 1970), 179-192
- Fritz Martini: Ein streitbarer Geist. Zum 150. Geb. Friedrich Theodor Vischers. Stuttgarter Zeitung, 22. Juni 1975
- Fritz Martini: Friedrich Theodor Vischer – Nachwort. In: Friedrich Theodor Vischer, Faust. Der Tragödie dritter Teil, hrsg. von Fritz Martini (Reclams Universal-Bibl. 6208) (Stuttgart 1978), 218-221, 222-256
- Willi Oelmüller: Das Problem des Ästhetischen bei Fr. Th. Vischer. Jb. der dt. Schiller-Ges. 2 (1958), 236-265
- Willi Oelmüller: Friedrich Theodor Vischer und das Problem der nachhegelschen Ästhetik (FKGG NF 8), Stuttgart 1959
- Willi Oelmüller: Einl. zu: Friedrich Theodor Vischer: Das Erhabene und das Komische 1967, S. 7–36
- Schwäbische Kunde aus drei Jahrhunderten. Herausgegeben und erl. von Emil Staiger, Tübingen 1958
- Christopher Dawson: A. T. und das Studium der Gesch. (1955). In: Ders.: Gestaltungskräfte der Weltgesch. Stud. zur Soziologie, Theol. und Philos. der Gesch. Hrsg. von John J. Mulloy (München 1959), 376-392
- Berthold Emrich: Friedrich Theodor Vischers Auseinandersetzung mit Jean Paul. In: Hans Werner Seiffert/Bernhard Zeller (Hrsg.), Festg. für Eduard Berend zum 75. Geb. am 5. Dezember 1958, hrsg. im Auftrag der Dt. Akademie der Wiss. zu Berlin und der Dt. Schillerges. Marbach a.N./Stuttgart (Weimar 1959), 136-159
- Armando Plebe: Processo all'Estetica. Florenz 1959
- Claudio Cesa: Hegelismo e filosofia a Tubinga intorno al 1830. Giornale critico della filosofia italiana 41 (Florenz 1962), 338-363
- Benedetto Croce: Ricordo di un vecchio critico tedesco: Friedrich Theodor Vischer. In: Ders.: Goethe II (Bari 19644), 132-147
- Wilhelm Perpeet: Historisches und Systematisches zur Einfühlungsästhetik. Zeitschrift für Aesthetik und Allgemeine Kunstwiss. 11 (1966), 193-216
- Walter Horace Bruford: Friedrich Theodor Vischer and his Faust Criticism. Publications of the English Goethe Soc. NS 37 (Leeds 1967), 1-30
- Felix Gilbert: Political power and academic responsibility: Reflections on Friedrich Meinecke's „Drei Generationen dt. Gelehrtenpolitik“. In: Leonard Krieger/Fritz Stern (Eds.), The responsibility of power (London 1968), 402-415
- Hermann Bausinger: Tücken der Natürlichkeit: Friedrich Theodor Vischer als Modefeind. In: Schwäbische Heimat, 20. Jahrgang, Heft 4, Kohlhammer, Stuttgart 1969, S. 301–305 (Volltext)
- Hermann Bausinger: Friedrich Theodor Vischer – Festvortrag zur Eroeffnung der Ludwigsburger Gedenkausstellung. In: Stuttgarter Arbeiten zur Germanistik. Nr. 230, Bd. 5, 1989, S. 45–54 (Volltext)
- Hermann Bausinger: „Voelklein schwer zu begreifen…“. Friedrich Theodor Vischer und die Schwaben. In: Stuttgarter Arbeiten zur Germanistik Nr. 230, Bd. 5, 1989, S. 55–63 (Volltext)
- Reinhold Grimm: Embracing Two Horses: Tragedy, Humor, and Inwardness; or, Nietzsche, Vischer, and Julius Bahnsen. Nietzsche-Stud. Internat. Jb. für die Nietzsche-Forsch. 18 (1989), 203-220
- Eva D. Becker: „Klassiker“ in der dt. Literaturgeschichtsschreibung zw. 1780 und 1860. In: Jost Hermand/Manfred Windfuhr (Hrsg.), Zur Lit. der Restaurationsepoche 1815–1848. Forschungsreferate und Aufss. (1970), 349-370
- William Brazil: The Young Hegelians. Hew Haven/London 1970
- Hilmar Roebling: Zur Kunsttheorie Friedrich Theodor Vischers. In: Helmut Koopmann/J. Adolf Schmoll gen. Eisenwerth (Hrsg.), Beiträge zur Theorie der Künste im 19. Jahrhundert I (Stud. zur Philos. und Lit. des 19. Jahrhunderts 12,1) (Frankfurt/M. 1971), 97-112
- Jörg F. Sandberger: David Friedrich Strauß als theol. Hegelianer. Mit unveröff. Briefen (Stud. zur Theol.- und Geistesgesch. des 19. Jahrhunderts 5), Göttingen 1972
- Kurt Adel: Friedrich Theodor Vischer und seine Bedeutung für die Gesch. der „Faust“-Dichtung. In: Günther Mahal (Herausgeber), Ansichten zu Faust. Karl Theens zum 70. Geburtstag (1973), 169-194
- Helmuth Widhammer: Realismus und klassizistische Tradition. Zur Theorie der Lit. 1848–1860, 1972
- Horton Harris: The Tübingen School, Oxford 1975
- Bernhard Mann: Die Württemberger und die deutsche Nationalversammlung 1848 und 1849 (Beiträge zur Gesch. des Parlamentarismus und der politischen Parteien 57), Düsseldorf (Droste) 1975
- Ursula Burkhardt: Germanistik in Südwestdtld. Die Geschichte einer Wissenschaft des 19. Jahrhunderts an den Universitäten Tübingen, Heidelberg und Freiburg (Contubernium. Tübinger Beiträge zur Universitäts- und Wissenschaftsgeschichte 14), Tübingen 1976, 14ff. u. ö.
- Michael Naumann: Bildung und Gehorsam. Zur ästhetischen Ideologie des Bildungsbürgertums. In: Klaus Vondung (Hrsg.), Das wilhelminische Bildungsbürgertum. Zur Sozialgesch. seiner Ideen (Kleine Vandenhoeck-R. 1420) (Göttingen 1976), 34-52
- Klaus Weimar: Zur Gesch. der Literaturwiss. Forschungsber. DVfLG 50 (1976), 298-364, 312f.325-328
- Hans Geißer: Vers., die Gesch. des Dr. David Friedrich Strauß ihrer theologiekrit. Abzweckung getreu zu erzählen. In: Martin Brecht (Hrsg.), Theologen und Theol. an der Universität Tübingen. Beiträge zur Gesch. der Evangelisch-Theol. Fak. (Contubernium. Tübinger Beiträge zur Universitäts- und Wissenschaftsgeschichte 15) (Tübingen 1977), 344-378
- Friedrich Wilhelm Graf: David Friedrich Strauß und die Hallischen Jbb. Ein Beitrag zur Positionalität der theologischen Publizistik im 19. Jahrhundert. AKultG 60 (1978), 383-430
- Gerhard Schäfer: Die evangelische Kirche in Württemberg und die Revolution 1848/1849: Pietismus und Neuzeit [Schwerpunkt: Die evangelischen Kirchen und die Revolution von 1848] (Jbb. zur Gesch. des Pietismus) 5 (1979), S. 39–65
- Jörg Schönert: Zur Diskussion über das „moderne Drama“ im Nachmärz (1848–1870). Realismus – Klassizität – epigonale Praxis. Hugo Kuhn zum Gedenken: DVfLG 53 (1979), 658-694
- Ernst Bammel: Albert Schwegler über Jesus und das Urchristentum. ZKG 91 (1980), 1-10
- Gerhart von Graevenitz: Gesch. aus dem Geist des Nekrologs. Zur Begründung der Biographie im 19. Jahrhundert. DVfLG 54 (1980), 105-170
- Werner Busch: Die Antrittsvorlesung Friedrich Theodor Vischers. Krit. Berr. 91 (1981), H. 2, 35-50 (Digitalisat).
- Klaus Schreiner: Disziplinierte Wissenschaftsfreiheit. Gedankliche Begründung und geschichtliche Praxis freien Forschens, Lehrens und Lernens an der Universität Tübingen (1477–1945) (Contubernium. Tübinger Beiträge zur Universitäts- und Wissenschaftsgeschichte 22), Tübingen 1981, 74-80
- Gottfried Willems: Das Konzept der literarischen Gattung. Unterss. zur klass. dt. Gattungstheorie, insbesondere zur Ästhetik Friedrich Theodor Vischers (Hermaea. Germanistische Fosch. NF 42), Tübingen 1981
- Otto Borst: Schwäbische Zeitungen und ihre Leser zwischen Spätaufklärung und Gründerzeit. In: Von der Preßfreiheit zur Pressefreiheit. Südwestdt. Zeitungsgesch. von den Anfängen bis zur Ggw. (Stuttgart 1983), 101-128
- Otto Borst (Hrsg.): Aufruhr und Entsagung. Vormärz 1815–1848 in Baden und Württemberg (Stuttgarter Symposien 2), Stuttgart 1992
- Holger Funk: Ästhetik des Häßlichen. Beiträge zum Verständnis negativer Ausdrucksformen im 19. Jahrhundert (Canon. Literaturwiss. Schriften 9), Berlin 1983
- Wendelin Göbel: Friedrich Theodor Vischer Grundzüge seiner Metaphysik und Ästhetik (Epistemata. Würzburger wiss. Schriften, R. Philos. 15), Würzburg 1983
- Götz Pochat: Friedrich Theodor Vischer und die zeitgenössische Kunst. In: Ekkehard Mai/Stephan Waetzoldt/Gerd Wolandt (Hrsg.), Ideengesch. und Kunstwiss. Philos. und bildende Kunst im Kaiserreich (Kunst, Kultur und Politik im Dt. Kaiserreich 3) (Berlin 1983), 99-131
- Günter Stegmaier: Von der Zensur zur Pressefreiheit. In: Von der Preßfreiheit zur Pressefreiheit. Südwestdt. Zeitungsgesch. von den Anfängen bis zur Ggw. (Stuttgart 1983), 129-153
- Otto Gerhard Oexle: Die Geschichtswiss. im Zeichen des Historismus. Bem. zum Standort der Geschichtsforsch. HZ 238 (1984), 17-55
- Karl Heinz Neufeld SJ: Gebundenheit und Freiheit. Liberale Dogmengeschichtserforsch. in der evangelischen Theologie. In: Werner Löser / Karl Lehmann / Matthias Lutz-Bachmann (Hrsg.), Dogmengesch. und kath. Theol. (Würzburg 1985 [= 19882]), 78-98
- Sibylle Obenaus: Literarische und politische Zeitschriften 1830–1848 (Smlg. Metzler, Realien zur Lit. 225), Stuttgart 1986, 33
- Raimonda Modiano: Humanism and the Comic Sublime: From Kant to Friedrich Theodor Vischer. Studies in Romanticism 26 (1987), 231ff
- Friedrich Theodor Vischer zum 100. Geburtstag. Hrsg. von Städtischen Museum Ludwigsburg, Ludwigsburg 1987
- Wolfgram Siemann: Chancen und Schranken der Wissenschaftsfreiheit im dt. Konstitutionalismus 1815–1918. HJ 107 (1987), 315-348
- Ulrich Köpf: Theol. Wiss. und Frömmigkeit im Konflikt: Ferdinand Christian Baur und seine Schüler. Beiträge zur Wissenschaftsgesch. 11 (1988), 169-177
- Ulrich Köpf: Die theolischen Tübinger Schulen. In: Ders. (Hrsg.), Hist.-krit. Geschichtsbetrachtung. Ferdinand Christian Baur und seine Schüler. 8. Blaubeurer Symposion (Contubernium. Tübinger Beiträge zur Universitäts- und Wissenschaftsgeschichte 40) (Sigmaringen 1994), 9-52
- Wilfried Gawantka: „Die Monumente reden“. Realien, reales Leben, Wirklichkeit in der dt. Alten Gesch. und Altertumskunde des 19. Jahrhunderts. In: William M[usgrave] Calder III/Justus Cobet (Hrsg.), Heinrich Schliemann nach hundert J. Symposion in der Werner-Reimers-Stiftung Bad Homburg im Dezember 1989 (Frankfurt/M. 1990), 56-117
- Hermann Ehmer: Das Tübinger Stift und die Revolution 1848/49. ZBKG 62 (1993), 116-139
- Josef Matzerath: Albert Schwegler (1819–1857) (Contubernium. Tübinger Beiträge zur Universitäts- und Wissenschaftsgeschichte 37), Sigmaringen 1993
- Peter-André Alt: Die soz. Botschaft der Komödie. Konzeption des Lustspiels bei Hofmannsthal und Sternheim. DVfLG 68 (1994), 278-306
- Hans-Martin Kruckis: Biographie als literaturwiss. Darstellungsform im 19. Jahrhundert. In: Jürgen Fohrmann, Wilhelm Voßkamp (Hrsg.): Wissenschaftsgesch. der Germanistik im 19. Jahrhundert (Stuttgart/Weimar 1994), 550-575
- Wolfram Kinzig: Kaiser, Kg., Ketzer. Zu Intention und Rezeption der „Julian“-Schr. von David Friedrich Strauß. Zeitschrift für Neuere Theologiegesch./Journal for the Hist. of Modern Theology 4 (1997), 1-38
- Alexander Reck: Friedrich Theodor Vischer und Richard Wagner. Mit dem unveröffentlichten Entwurf der Wagner-Satire: „Ricciardini Carradowsky der edle Viehmensch im Gletscherwald Patagoniens oder die Genesis des Dicht-Tondichters. Räuber- und Schauder-Roman“. In: Euphorion 92 (1998) H. 3. S. 375–393
- Alexander Reck: Friedrich Theodor Vischer – Parodien auf Goethes Faust. Heidelberg 2007 (Beihefte zum Euphorion 53)
- Barbara Potthast, Alexander Reck: Friedrich Theodor Vischer. Leben – Werk – Wirkung. Heidelberg 2011 (Beihefte zum Euphorion 61)
- Francesca Iannelli: Friedrich Theodor Vischer und Italien. Die erlebte Ästhetik eines Augenmenschen, Frankfurt am Main 2016.
- Gunter Scholtz: Philosophie des Meeres. Hamburg 2016. S. 165–172.
- Charlotte Jaekel: Vive la Bagatelle. Animismus und Agency bei Friedrich Theodor Vischer (Studien zur Kulturpoetik 25), Würzburg 2019.
- Wolfram Schlenker: Porträtskizzen württembergischer Tierschützer: Friedrich Theodor Vischer, in: Tierschutz und Tierrechte im Königreich Württemberg. Die erste deutsche Tierschutz- und Tierrechtsbewegung 1837, die drei württembergischen Tierschutzvereine ab 1862 und ihre Tiere. Springer VS, Wiesbaden 2022, S. 165–171